# Histoire de l'Arkansas
 (juin 2018).
Si vous disposez d'ouvrages ou d'articles de référence ou si vous connaissez des sites web de qualité traitant du thème abordé ici, merci de compléter l'article en donnant les références utiles à sa vérifiabilité et en les liant à la section « Notes et références ».
L’Histoire de l'Arkansas voit les établissements de l'ouest du Mississippi, au contact des tribus indiennes, se confronter très tôt à la question de la Destinée manifeste brandie par le président américain Andrew Jackson, pour qui l'expansion vers l'ouest était inéluctable. La question de l'esclavage, alors liée, puis de l'émancipation des noirs, va ensuite dominer la vie politique et culturelle de l'Arkansas.

## L'époque amérindienne et le Poste Arkansas

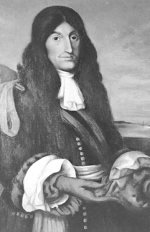
Henri de Tonti, fondateur du Poste Arkansas

Les premiers Européens qui parviennent sur le territoire actuel de l’Arkansas découvrent des tribus indiennes très nombreuses : Osages, Caddos, Cherokees, Choctaw et Arkansas. Le nom de l'état vient de la tribu des Arkansa, des indiens Quapaws, présents historiquement aussi sur la rive ouest du fleuve Mississippi. L'explorateur espagnol Hernando de Soto remonte les rivières en 1541-1542, puis les terres de l’Arkansas sont de nouveau explorées au siècle suivant par les Canadiens-Français Jacques Marquette, en 1673, et Robert Cavelier de La Salle, en 1682. L'italien Henri de Tonti y fonde en 1686 un comptoir de commerce sur le site d'un village amérindien de la tribu Quapaw, village nommé "Osotouy". Ses lettres et journaux offrent de très bonnes sources d'informations sur ces explorations. Il explore avec Henri Joutel la rivière Arkansas (rivière), fonde le poste Arkansas non loin du point de confluence avec le fleuve Mississippi. En 1721, le poste Arkansas fut abandonné par ses 1300 habitants (colons blancs et esclaves) après qu’un effort de développement de la vallée du Mississippi, organisé par John Law, s’avéra infructueux. Les soldats français continuèrent de protéger en 1763, lorsque la France céda le territoire de la Louisiane française à l’Espagne, car c'était l'une des colonies les plus importantes à l'Ouest du Mississippi. En 1783, à la fin de la Guerre d'indépendance des États-Unis, les forces britanniques ne s'engagèrent qu'une fois au-delà du Mississippi et prirent le contrôle du poste.

## La création de l'État en 1836

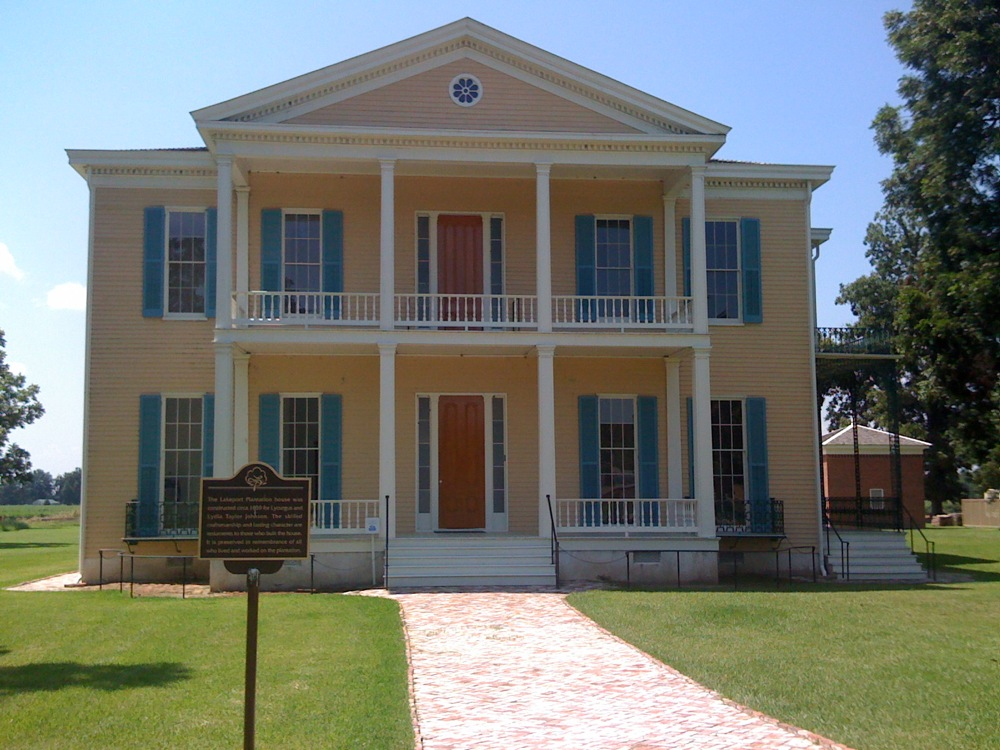
La "Lakeport Plantation" témoigne de la richesse des planteurs de coton du sud de l'État, installés le long du Mississippi.

L'Arkansas forma un territoire dès 1819, mais ne devint État qu'en 1836. La capitale est déplacée d'Arkansas Post à Little Rock, en 1821, deux ans après la fondation du Territoire de l'Arkansas. Au début des années 1830, le gouvernement américain met en place l'Indian Removal Act, qui déplace les amérindiens vers l'Arkansas et l'"Indian Territory", à l'ouest du Mississippi, ce qui rend plus difficile les achats de terres par les blancs. La question de l'esclavage domine alors les débats et suscite une division en deux parties de l'opinion publique dans la région. Les propriétaires de plantation de coton du sud-ouest soutiennent fermement l'esclavage en considérant qu'il s'agit du seul modèle économique viable. Les petits fermiers du nord-ouest, installés dans les collines sont au contraire incapables d'acheter des esclaves et vivent d'une agriculture d'autosuffisance. Ils sont pour leur part abolitionnistes. 
Après une session de 25 heures, le congrès admet l'Arkansas dans l'Union le 15 juin 1836. C'est le 25e mais surtout le 13e état esclavagiste, créant un déséquilibre au Sénat des États-Unis. L'année suivante, la Panique de 1837 montre les fragilités de la spéculation sur la culture du coton.

## La guerre de Sécession

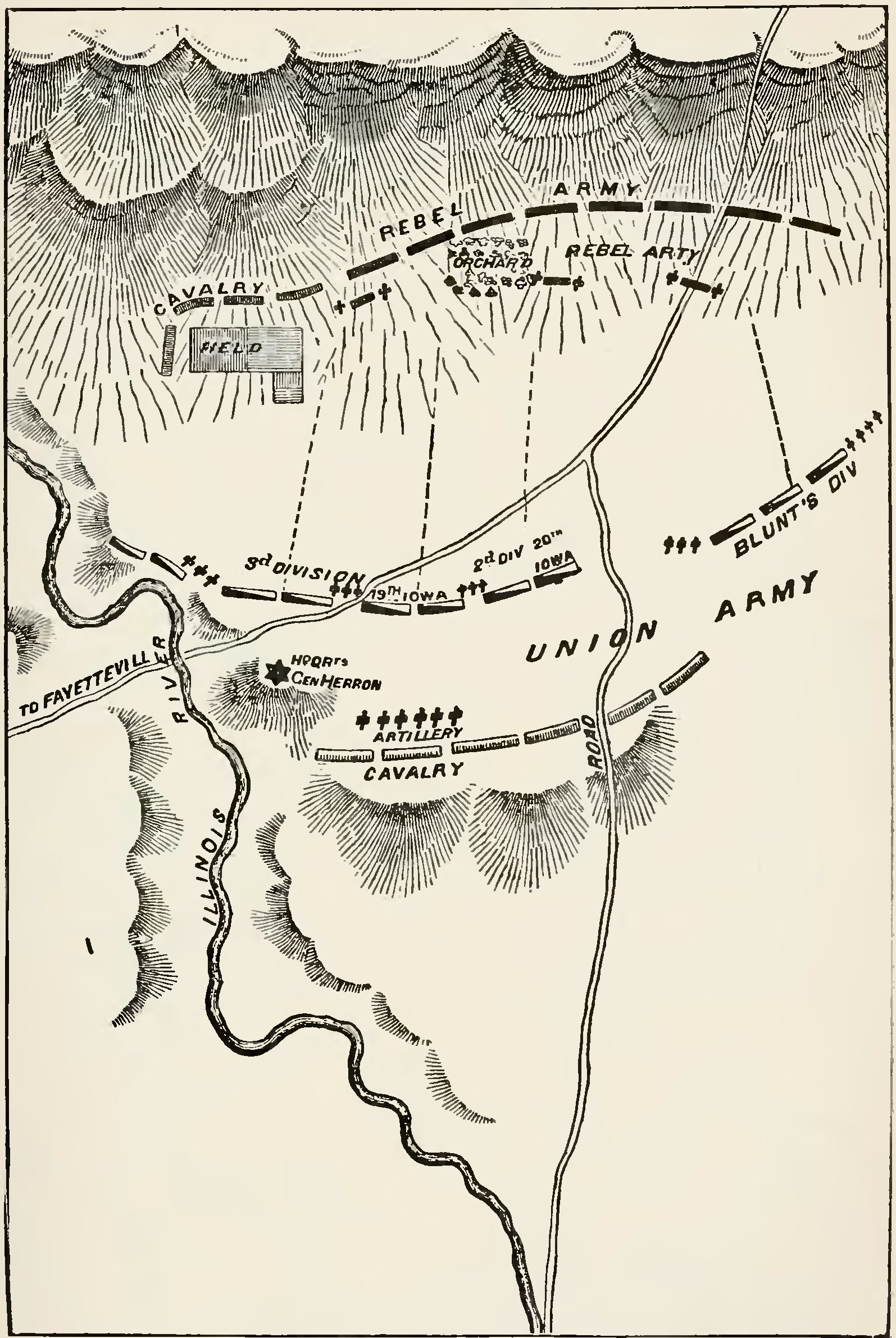
La Bataille de Prairie Grove du 7 décembre 1862 permet aux troupes de l'Union, menées par James G. Blunt et Francis J. Herron, de protéger, malgré une issue indécise, le nord-ouest de l'Arkansas des prétentions des Confédérés, conduits par Thomas C. Hindman.

Même si sa population blanche est très divisée sur la question de l'esclavage, l'Arkansas fit partie des États confédérés d'Amérique du 6 mai 1861 jusqu'à la fin de la guerre de Sécession en 1865. Mais dans un premier temps, l'Arkansas vote pour rester à l'intérieur de l'Union, car le président Abraham Lincoln demande aux troupes d'investir Fort Sumter pour y mater la rébellion sudistes. Mais le mois suivant, une convention de l'État vote en faveur d'un ralliement aux confédérés. Pour eux, l'Arkansas détient une position très importante car il assure un contrôle sur le Mississippi. La sanglante Bataille de Wilson's Creek, au bord du Missouri choque la population de l'Arkansas qui s'imaginait que le Sud l'emporterait, et rapidement. C'est la première bataille importante de la Guerre de Sécession livrée à l'ouest du Mississippi. Les miliciens de Sterling Price, dirigeant la Garde de l'État du Missouri y furent rejoints par les troupes commandées par le général Benjamin McCulloch, donnant aux soldats du Sud une supériorité numérique de plus de deux contre un, qui n'a pas suffi à faire la différence.
De nombreux conflits sanglants se déroulent dans le nord de l'État de l'Arkansas, comme la Bataille de Cane Hill, la Bataille de Pea Ridge et la Bataille de Prairie Grove. Le général Samuel Curtis réussit à traverser l'État en 1862 et la capitale Little Rock est capturée l'année suivante. Après la défaite, la période de reconstruction est marquée par une situation économique difficile pour l'Arkansas, qui n’est réadmis dans l’Union qu’en 1868.

## La guerre Brooks–Baxter de 1874

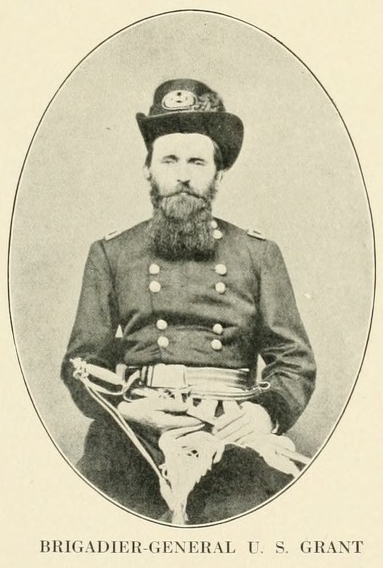
Le brigadier-général Grant, ex-héros des armées du nord, devenu président américain, doit intervenir dans le conflit entre Brooks et Baxter, pour demander au premier de mieux respecter les vaincus de la guerre.

En 1874 à Little Rock, la guerre Brooks–Baxter (parfois appelé l'affaire Brooks-Baxter) oppose les différentes factions du Parti républicain à la suite de l'élection contestée du gouverneur de 1872. Elisha Baxter, qui a gagné l'élection, veut faire voter une constitution qui rend leurs droits civiques aux ex-Confédérés mais il est physiquement poussé hors de son mandat par Joseph Brooks et la garde de l'État. Brooks loue une plantation de coton et milite activement pour la cause des noirs, ce qui indispose même au sein de son propre parti. La polémique dégénère en conflit armé. La faction « Minstrel » dirigeé par Elisha Baxter sort vainqueur de ce conflit contre la faction « Tail Brindle » dirigée par Joseph Brooks (en) et soutenue par la plupart des scalawags et des afro-américains.
Les "scalawags" sont moqués dans plusieurs journaux des États du Sud. Le terme qualifie l'ensemble des républicains œuvrant dans les anciens États confédérés, qu'il s'agisse de Sudistes blancs, de nordistes ou d'affranchis noirs. Au cours de l'année 1868, l'usage de ce sobriquet se précise pour s'appliquer exclusivement aux Sudistes blancs soutenant la politique du Nord, ceux-ci étant considérés comme des renégats ou des traîtres par leurs compatriotes qui n'acceptent pas ce qui est présenté comme des vexations (notamment l'émancipation des anciens esclaves) imposées par les républicains radicaux après 1865.
La guerre Brooks–Baxter de 1874 a contraint le président américain Ulysses S. Grant à ordonner à Joseph Brooks de disperser ses militants et supporters. Une nouvelle constitution de l'État de l'Arkansas a été ratifiée, afin de rassurer et revaloriser le statut des anciens confédérés, pour bien montrer que la page de la Guerre de Sécession était désormais tournée.

## La fin de la ségrégation raciale après la seconde guerre mondiale

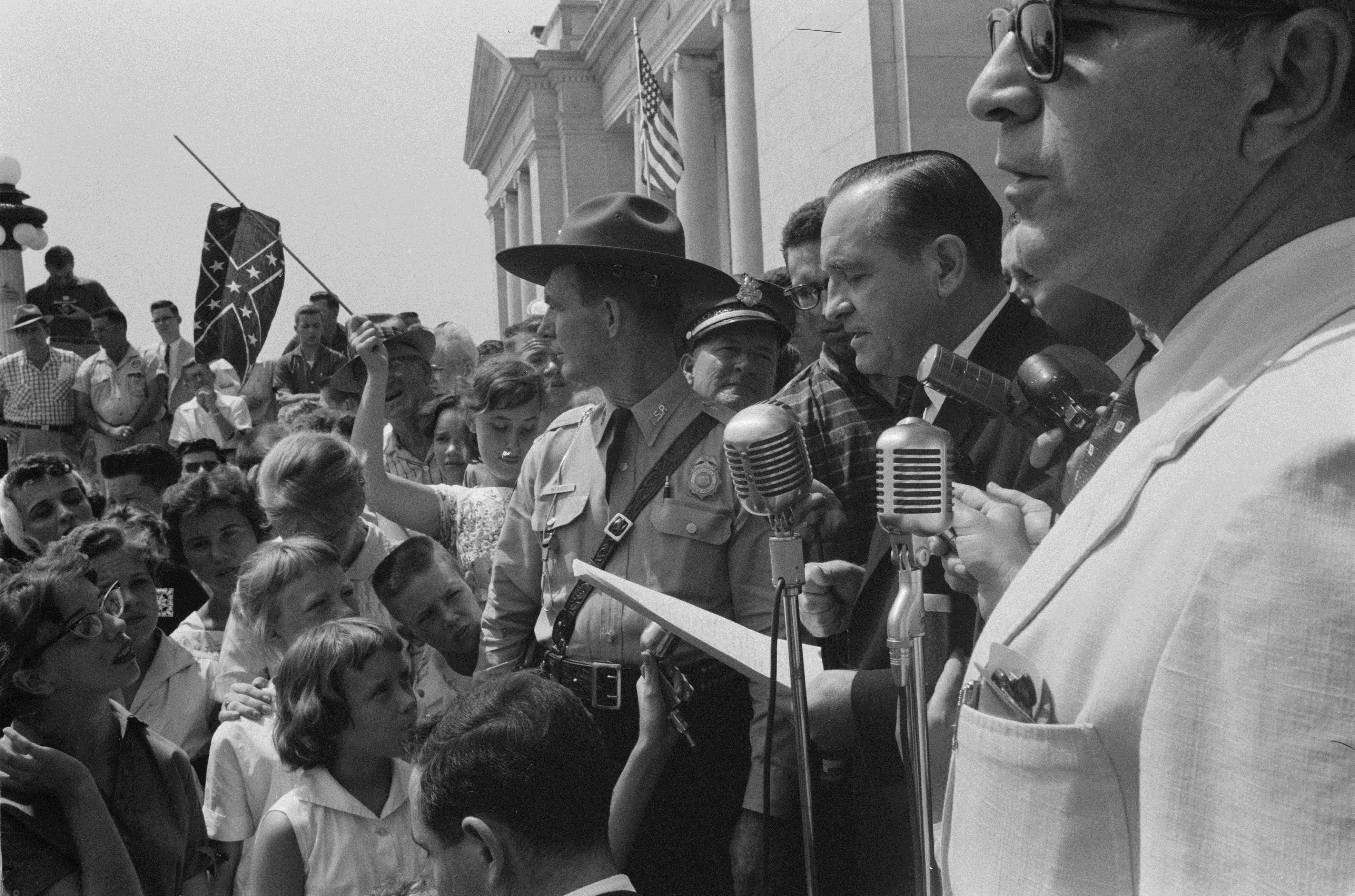
Manifestations des partisans de la ségrégation raciale à Little Rock en 1959, à l'écoute d'un discours du gouverneur Orval Faubus protestant contre l'intégration de 9 élèves noirs au lycée central de la ville.

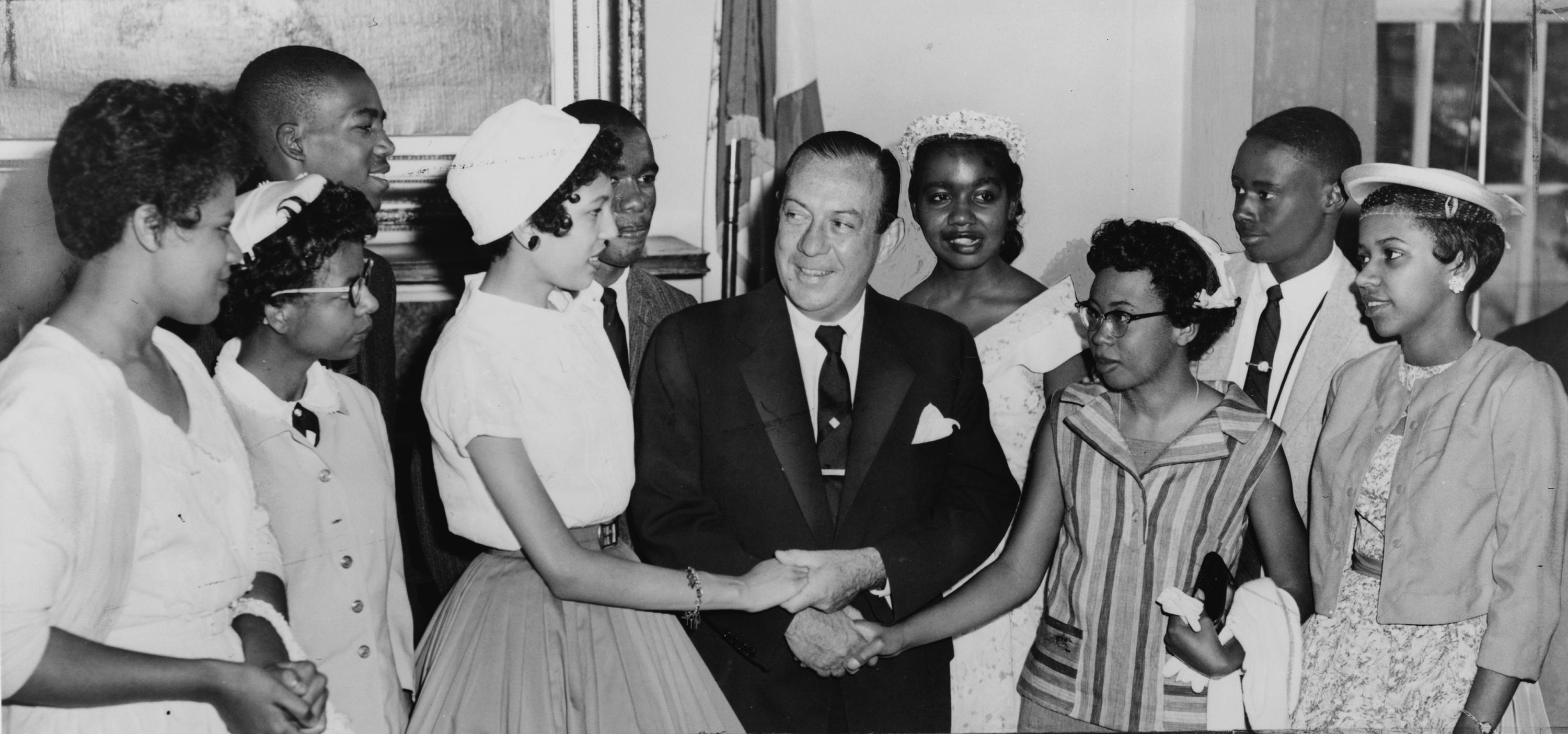
Le maire de New York Robert Wagner félicitant neuf adolescents qui intègrent la Central High School de Little Rock en 1958.

En septembre 1957, poussé par l'excitation d'une partie de la population blanche et des manifestations violentes, le gouverneur Orval Faubus mobilise la Garde nationale de l’État de l'Arkansas pour empêcher l’intégration raciale dans les écoles de Little Rock. Les Neuf de Little Rock, un groupe d'élèves afro-américains comprenant six filles et trois garçons inscrits à la Little Rock Central High School sont insultés et repoussés par la garde de l'État. Le président américain Dwight Eisenhower doit alors faire intervenir les troupes fédérales pour assurer la protection d’enfants noirs prenant le chemin de l'école. Plus de mille soldats de la 101e division aéroportée qui ont pour mission d'escorter et de protéger les neuf élèves noirs. Constamment harcelés, les neuf élèves se voient affecter chacun un militaire de la 101e comme garde du corps. Les autorités locales préfèrent fermer les établissements scolaires plutôt que d'obtempérer aux décisions de justice, mais la Cour suprême des États-Unis maintient le cap. L'auteur Annelise Heurtier a raconté cet épisode dans son roman Sweet Sixteen', tandis que le contrebassiste de jazz Charles Mingus a composé Fables of Faubus, dont les paroles visent directement le gouverneur Orval Faubus.